# Collegio plurinominale Veneto 1 - 01 (2020)
Il collegio elettorale plurinominale Veneto 1 - 01 - 01 è un collegio elettorale plurinominale della Repubblica italiana per l'elezione della Camera dei deputati.

## Territorio
Come previsto dalla legge n. 51 del 27 maggio 2019, il collegio è stato definito tramite decreto legislativo all'interno della Circoscrizione Veneto 1.
Il collegio comprende l'intera circoscrizione cioè tutti e cinque i collegi uninominali Veneto 1 - 01 (Venezia), Veneto 1 - 02 (Chioggia), Veneto 1 - 03 (Treviso), Veneto 1 - 04 (Castelfranco Veneto) e Veneto 1 - 05 (Belluno).

## XIX legislatura

### Risultati elettorali
|                               | Fratelli d'Italia                                       | 311 663   | 32,06 | 3 | 536 742 | 55,22 | 5 |  |  |
|                               | Lega per Salvini Premier                                | 140 204   | 14,42 | 1 | 536 742 | 55,22 | 5 |  |  |
|                               | Forza Italia                                            | 60 797    | 6,25  | 1 | 536 742 | 55,22 | 5 |  |  |
|                               | Noi Moderati                                            | 24 078    | 2,48  | – | 536 742 | 55,22 | 5 |  |  |
|                               | Partito Democratico - Italia Democratica e Progressista | 163 298   | 16,80 | 2 | 231 967 | 23,86 | – |  |  |
|                               | Alleanza Verdi e Sinistra                               | 34 530    | 3,55  | – | 231 967 | 23,86 | – |  |  |
|                               | +Europa                                                 | 30 846    | 3,17  | – | 231 967 | 23,86 | – |  |  |
|                               | Impegno Civico – Centro Democratico                     | 3 293     | 0,34  | – | 231 967 | 23,86 | – |  |  |
|                               | Azione - Italia Viva                                    | 78 396    | 8,07  | 1 | 78 396  | 8,07  | – |  |  |
|                               | Movimento 5 Stelle                                      | 58 584    | 6,03  | – | 58 584  | 6,03  | – |  |  |
|                               | Italexit                                                | 23 869    | 2,46  | – | 23 869  | 2,46  | – |  |  |
|                               | Vita                                                    | 17 426    | 1,79  | – | 17 426  | 1,79  | – |  |  |
|                               | Italia Sovrana e Popolare                               | 11 380    | 1,17  | – | 11 380  | 1,17  | – |  |  |
|                               | Unione Popolare                                         | 9 874     | 1,02  | – | 9 874   | 1,02  | – |  |  |
|                               | Alternativa per l'Italia (PdF - Exit)                   | 3 764     | 0,39  | – | 3 764   | 0,39  | – |  |  |
| Totale                        | Totale                                                  | 972 002   | 100   | 8 | 972 002 | 100   | 5 |  |  |
|                               |                                                         |           |       |   |         |       |   |  |  |
| Voti non validi               | Voti non validi                                         | 43 655    | 4,30  |   |         |       |   |  |  |
| Votanti                       | Votanti                                                 | 1 015 657 | 68,60 |   |         |       |   |  |  |
| Elettori                      | Elettori                                                | 1 480 472 |       |   |         |       |   |  |  |
|                               |                                                         |           |       |   |         |       |   |  |  |
| Data: 25 settembre 2022       |                                                         |           |       |   |         |       |   |  |  |
| Fonte: Ministero dell'interno |                                                         |           |       |   |         |       |   |  |  |

### Eletti

#### Eletti nei collegi uninominali
Eletti nella coalizione di centro-destra (FdI - Lega - FI - NM)
| Collegio uninominale   | Eletto | Eletto            | Partito           |
| ---------------------- | ------ | ----------------- | ----------------- |
| 1. Venezia             |        | Martina Semenzato | Coraggio Italia   |
| 2. Chioggia            |        | Giorgia Andreuzza | Lega              |
| 3. Treviso             |        | Carlo Nordio      | Fratelli d'Italia |
| 4. Castelfranco Veneto |        | Dimitri Coin      | Lega              |
| 5. Belluno             |        | Ingrid Bisa       | Lega              |

#### Eletti nella quota proporzionale
| Fratelli d'Italia                 | Partito Democratico-IDP      | Lega           | Azione - Italia Viva | Forza Italia           |
| --------------------------------- | ---------------------------- | -------------- | -------------------- | ---------------------- |
|                                   |                              |                |                      |                        |
| Francesco Filini Marina Marchetto | Piero Fassino Rachele Scarpa | Gianangelo Bof | Valentina Grippo     | Piergiorgio Cortelazzo |

1. ↑  Per insufficienza di candidati nel collegio plurinominale Veneto 1 - 01, il terzo seggio spettante alla lista viene assegnato all'interno del collegio plurinominale Lazio 2 - 02